# Pic de Macaya
Pic de Macaya é uma montanha no Haiti, com altitude de 2347 m. É o segundo mais alto pico do país, depois do Pic la Selle, e o quinto mais alto das Caraíbas. O pic Macaya fica entre as cidades de  Cayes e Jérémie, na península de Tiburon.
O Pic de Macaya é uma fonte de água e tem um solo rico que suporta florestas densas de pinheiros. Tem uma alta concentração de biodiversidade com inúmeras espécies endémicas e também é um local de nidificação para o petrel-de-cabeça-negra, espécie em perigo.
O pico e a envolvente fazem parte do Parque nacional de Macaya.